# Singraven

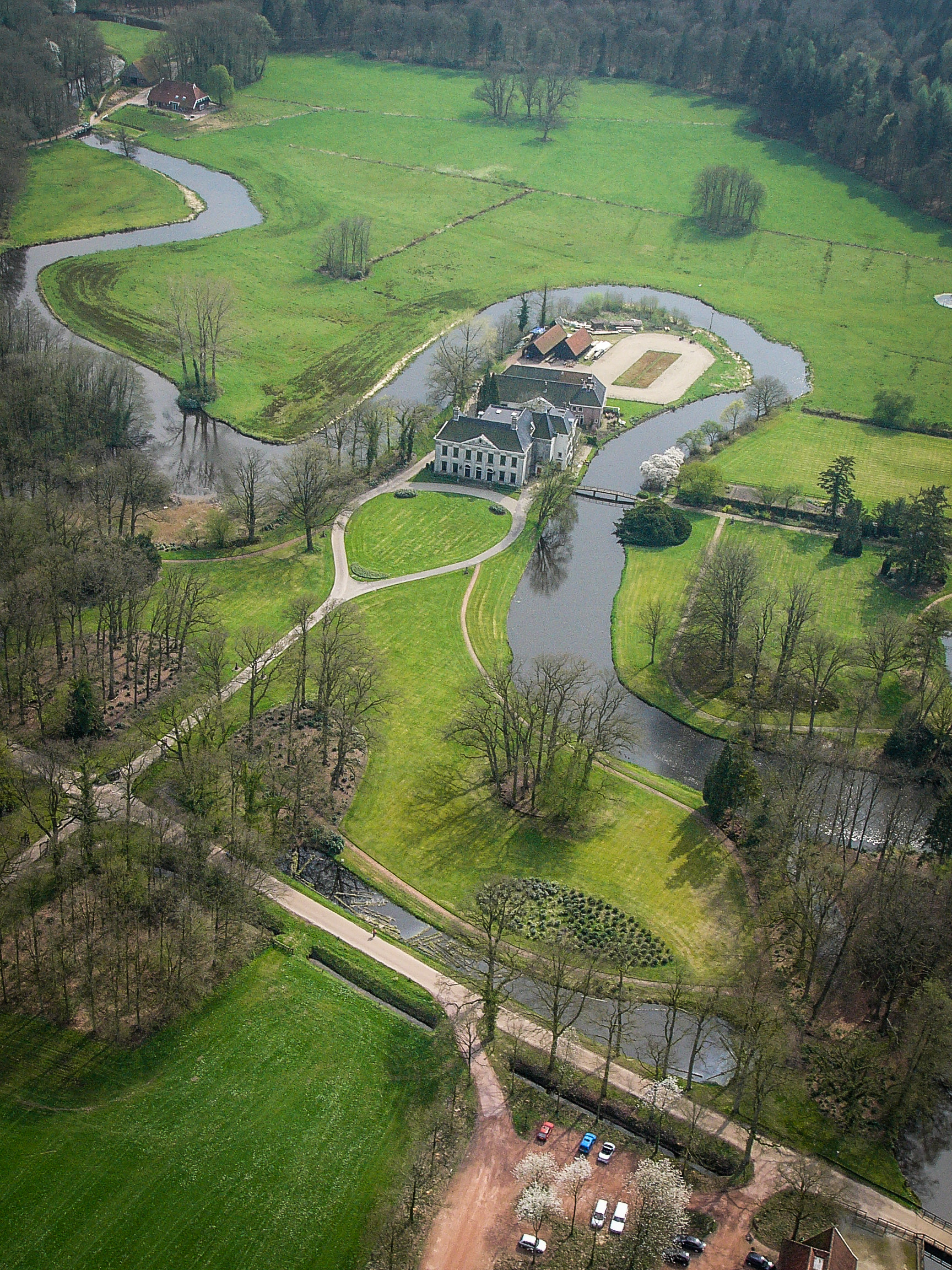
Singraven vanuit de lucht (2005)

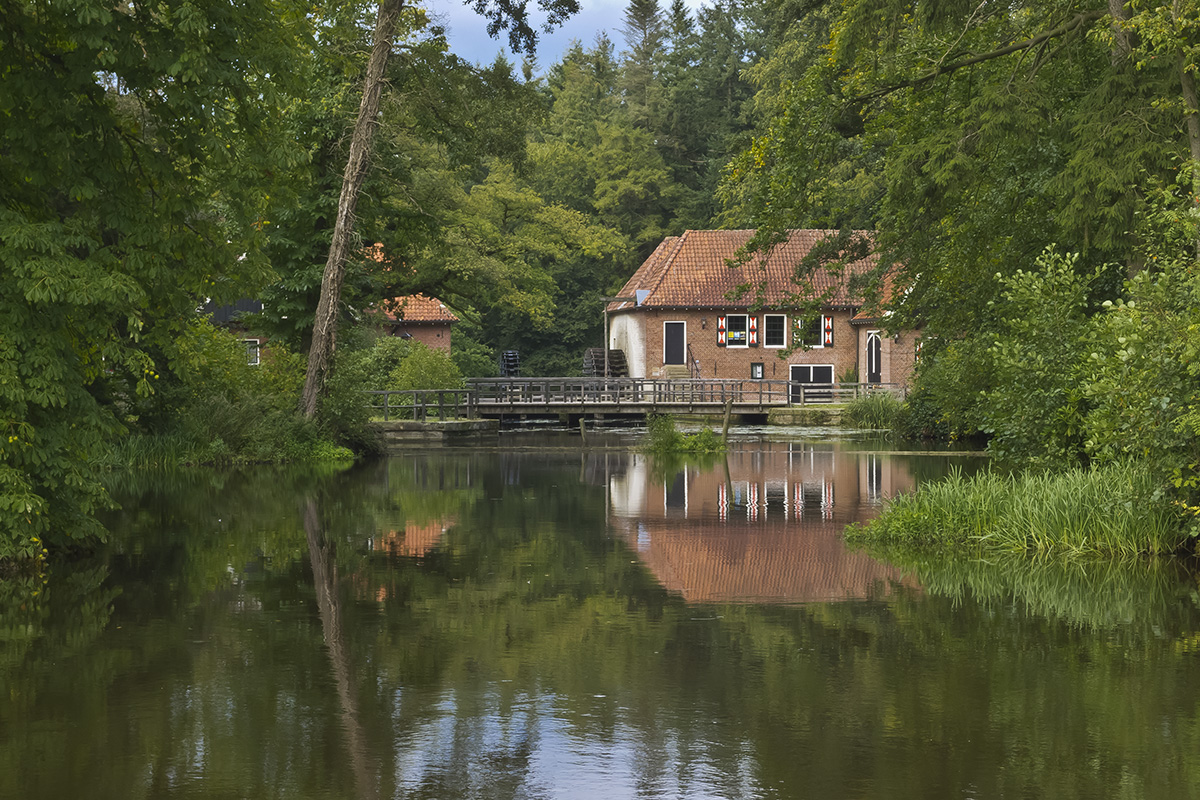
Watermolen

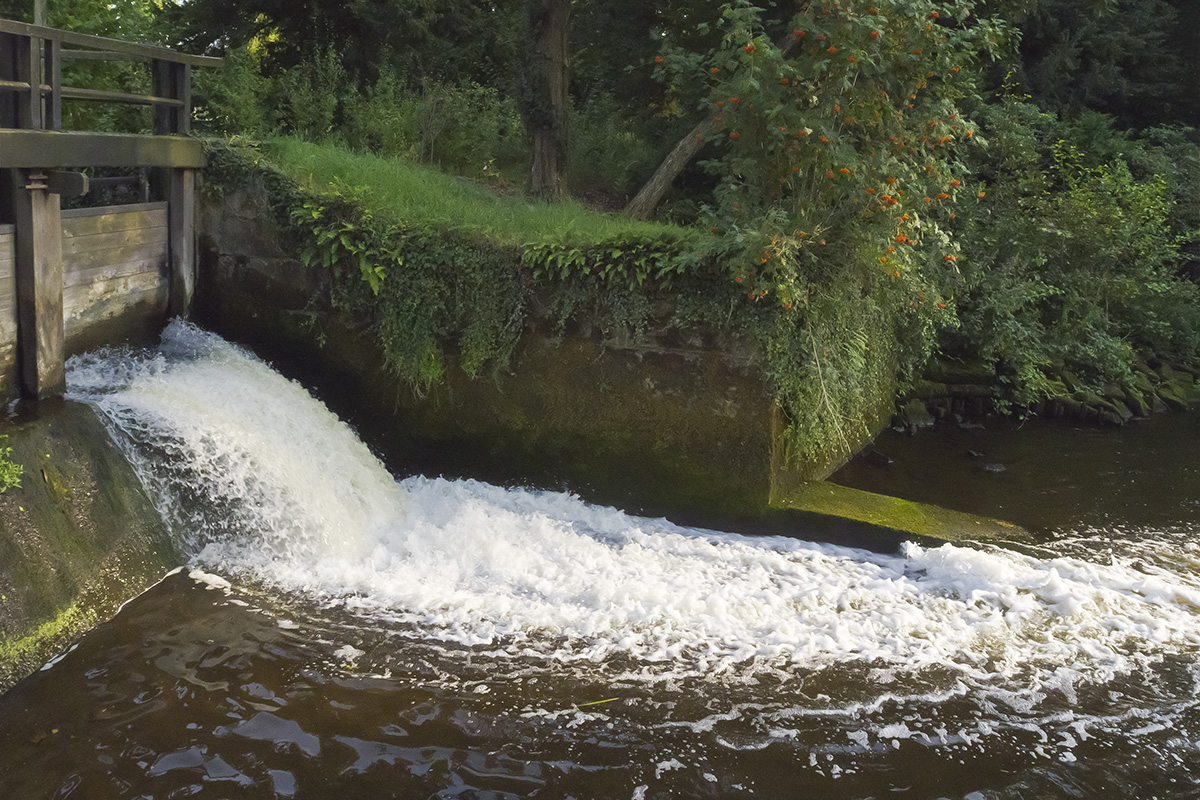
Stuw

Singraven is een landgoed nabij Denekamp in de gemeente Dinkelland. Tot het landgoed behoren behalve de havezate ook de watermolen van Singraven (1448) aan de Dinkel, een koetshuis (1868) en een aantal pachtboerderijen.
Singraven wordt voor het eerst vermeld in 1381 en het eerste Huis Singraven dateert uit 1415. De naam Singraven betekent "grote gracht". Bewoners/eigenaren van het eerste huis Singraven waren onder andere de Oldenzaalse Begijnen en de graven van Bentheim. Het vervallen huis is in 1651-1653 gesloopt en vervangen door een nieuw huis waar in 1661 nog een traptoren aan is toegevoegd. Door vererving kwam het huis in bezit van onder andere de familie De Thouars en door verkoop in 1829 bij de familie Roessingh Udink. Diverse generaties van deze familie hebben het landgoed opgeknapt en verbouwd. Daarbij is de gevel 4 meter naar voren uitgebouwd, zijn de bouwhuizen aan de voorkant gesloopt om een vrij uitzicht te krijgen en is (in 1868) een grote oprijlaan vanaf de Ootmarsumsestraat naar het huis aangelegd.
De laatste particuliere bewoner/eigenaar, Willem Frederik Jan Laan (1891-1966), heeft in 1966 het landgoed, ook na forse verbouwingen en restauraties, in eigendom gegeven aan de Stichting Edwina van Heek. Daarbij is vastgelegd dat de door de heer Laan gedane aanpassingen behouden moeten blijven. Deze aanpassingen betreffen
- de neoclassicistische voorgevel,
- het Arboretum,
- stijlkamers onder andere in Lodewijk XV- en Lodewijk XVI-stijl.

## Trivia
- De watermolen van Singraven bestaat uit drie waterraderen met meerdere molens: een oliemolen, een korenmolen en de latere houtzaagmolen.
- Singraven, en in het bijzonder de watermolens, waren geliefd bij schilders als Meindert Hobbema (bijvoorbeeld 'Moulin à Eau', Louvre) en Jacob van Ruisdael.
- Sinds het vertrek van de nonnen staat Singraven bekend als spookhuis: een geest van een non waart volgens het volksverhaal rond en is voorbode van onheil. Het zou een kluizenaarster zijn die is ingemetseld en gestorven.[2]